# Meiwetten
De Meiwetten (Duits: Maigesetze) waren de vier wetten, welker uitvaardiging in mei 1873 het hoogtepunt van de Kulturkampf betekende. De belangrijkste bepalingen waren: 
- beperking van het recht der Rooms-Katholieke Kerk om kerkelijke straffen op te leggen en tuchtmiddelen toe te passen
- instelling van een staatsrechtbank voor de behandeling van kwesties waarbij de Rooms-Katholieke Kerk betrokken was
- verplichte universitaire studie en staatsexamens voor toekomstige rooms-katholieke geestelijken
- vergemakkelijking van uittreding uit de Rooms-Katholieke Kerk, voor zover het de consequenties ten opzichte van de wetten van de staat betrof